# Maine Pyaar Kyun Kiya?
Maine Pyaar Kyun Kiya? (hindi मैंने प्यार क्यों किया?, urdu مینے پیار کیوں کیا, tłumaczenie: "Dlaczego się zakochałem?", inne tytuły: angielski Why did I fall in love?, niemiecki "Warum hab ich mich verliebt") – indyjska komedia miłosna zrealizowana w 2005 roku przez David Dhawana, autora Deewana Mastana z 1997 czy Hum Kisi Se Kum Nahin z 2002. Tematem filmu są perypetie lekarza, specjalisty od uwodzenia kobiet, granego przez Salman Khana, który pewnego dnia staje przed wyborem między dwiema kobietami: grożącą mu samobójstwem pacjentką Sonią (Katrina Kaif) i latami troszczącą się o niego pielęgniarką Nainą (Sushmita Sen).
Film to remake hollywoodzkiej komedii z 1969 Kwiat kaktusa, w której wystąpili Waltera Matthau, Ingrid Bergman i Goldie Hawn.
Linia przewodnia filmu to "Liar liar, love's on fire" tj. "Kłamco, kłamco, miłość płonie".

## Fabuła
Samir Malhotra (Salman Khan) jest lekarzem uwielbianym przez swoje pacjentki. Żyje chwilą beztrosko uwodząc kobietę za kobietą. Aby uniknąć zobowiązań przedstawia się jako człowiek żonaty. W ostatnim jednak z romansów musi się liczyć z konsekwencjami związku. Sonia (Katrina Kaif) próbami samobójczymi wymusza na nim kolejno obietnicę ślubu (po rozwodzie) i poznanie rzekomej żony. Uwikłany w romans i w szantaże samobójstwem Samir prosi swoją pielęgniarkę Nainę (Sushmita Sen) o zagranie roli żony. Dotychczas prawie niezauważana Naina otacza go od lat na każdym kroku troską, zna wszystkie jego upodobania, zwyczaje, pomaga w sytuacji trudnej, kryje jego kłamstwa, dba o jego zdrowie. Samir nie zdaje sobie sprawy jaką burzę jego prośba wywołuje w sercu od lat skrycie kochającej go Nainy.

## Obsada
- Salman Khan – Samir Malhotra
- Sushmita Sen – Naina
- Katrina Kaif – Sonia
- Sohail Khan – Pyare Mohan
- Arshad Warsi – Vicky
- Isha Koppikar – dziewczyna Vicky
- Rajpal Yadav – Thapa
- Beena Kak – matka Samira

## Muzyka i piosenki
Muzykę do filmu stworzył Himesh Reshammiya nagrodzony i nominowany do nagród za muzykę do takich filmóowe jak: Humraaz (2002), Tere Naam (2003), Aitraaz (2004), Dil Maange More (2004) i Aashiq Banaya Aapne (2005).
- Just Chill               : Sonu Nigam, Jayesh Gandhi, Amrita Kak
- Dil Dil Nazar           : Shaan, Priya, Neeraj, Shaznne
- Laga Prem Rog            : Alka Yagnik, Kamaal Khan
- Ishq Chunariya           : Udit Narayan, Alka Yagnik
- Sajan Tumse Pyar         : Udit Narayan, Alka Yagnik
- Ye Ladki                 : Kamaal Khan, Sunidhi Chauhan
- Teri Meri Love Story